# Slag bij Morton's Ford
De slag bij Morton's Ford vond plaats op 6 februari en 7 februari 1864 in Orange County, Culpeper County, Virginia tijdens de Amerikaanse Burgeroorlog.
Om de aandacht af te leiden van een geplande cavalerie en infanterieraid richting Richmond door het Noordelijke Army of the Potomac werd op 6 februari 1864 op verschillende plaatsen de Rapidan River overgestoken. Het II Corps onder leiding van generaal-majoor John C. Caldwell stak de rivier over bij Morton’s Ford. Het I Corps nam Raccoon Ford voor zijn rekening. De Noordelijke cavalerie stak de rivier over bij Robertson’s Ford. Het Zuidelijke korps van luitenant-generaal Richard S. Ewell van het Army of Northern Virgina bood tegenstand. De sporadische gevechten concentreerden zich voornamelijk bij Morton’s Ford. Op 7 februari 1864 stierven de gevechten weg. Tijdens de nacht trokken de Noordelijken zich terug. Hoewel beide legers samen 723 slachtoffers telden was het resultaat nihil.